# شینمن سوکان
شینمن سوکان (انگلیسی: Shinmen Sokan؛ سامورایی اهل ژاپن است. (زندگی در قرن شانزدهم) یک ارباب ژاپنی یا دایمیو از خاندان شینمن (新免氏، شینمن-شی) در اواسط دوره سنگوکو بود. سوکان در مناطق کوهستانی ساکوشو (ولایت میماساکا)، که در غرب کیوتو بود، به عنوان یک دایمیو نسبتاً کوچک شناخته می‌شد. با وجود اینکه چنین بود، خاندان شینمن روابط بسیار خوبی با خاندان هیراتا داشت که منجر به حمایت قابل توجهی از شینمن شد. یکی از این شمشیرزنان برجسته که در زمان سوکان خدمت می‌کرد، معروف به شینمن مونیسای، پدر شمشیرزن افسانه ای میاموتو موساشی بود. در سال ۱۵۸۹، سوکان به مونیسای دستور داد تا هونیدن گکینوسوکه (کارآموز خردسال زیر نظر مونیسای) را به دلایل نامعلومی بکشد. در نتیجه، مونسایی مجبور شد روستای خود، میماساکا، اوکایاما را ترک کند.
سندی بیان می‌کند که پسرخوانده موساشی میاموتو میکینوسوکه، سومین پسر ناکاگاوا شیمانوسوکه بود اما سند دیگر وجود دارد که ببان می‌کند میاموتو میکینوسوکه پسر شینمن سوکان و پسرعموهای موساشی بود.